# Karbon
Karbon is een vrij vectorillustratieprogramma, dat gebruikmaakt van het SVG-formaat. Karbon is een deel van Calligra Suite, het kantoorsoftwarepakket van KDE, en deel van KOffice op TDE. Het programma werkt samen met andere Calligra Suite-applicaties.
De naam is een spelletje met het radioactieve koolstof-14 (Carbon 14) isotoop.

## Versiegeschiedenis
- 1.6.3 - laatste KOffice-versie, uitgebracht op 7 juni 2007. Deze versie en de voorgaande werden Karbon14 genoemd.
- 2.7.5 - een Calligra Suite-versie, uitgebracht op 27 november 2013.
- 2.8 - 5 maart 2014
- 3.0.0.1 - 20 december 2016
- 3.1.0 - 1 februari 2018